# Simplício Mendes (ort)
Simplício Mendes är en ort i Brasilien.   Den ligger i kommunen Simplício Mendes och delstaten Piauí, i den östra delen av landet, 1 100 km nordost om huvudstaden Brasília. Simplício Mendes ligger 292 meter över havet och antalet invånare är 7 076.
Terrängen runt Simplício Mendes är platt. Runt Simplício Mendes är det glesbefolkat, med 8 invånare per kvadratkilometer.. Det finns inga andra samhällen i närheten.
Omgivningarna runt Simplício Mendes är huvudsakligen savann.